# Plaza Rajah Sulayman
La plaza Rajah Sulayman, también conocida como el Parque Rajah Sulayman, es una plaza pública de Malate, Manila, Filipinas. Está delimitada por el Bulevar Roxas hacia el oeste, la calle San Andrés, al sur y la calle Remedios al norte. La plaza se considera el centro de Malate ya que está al frente de la Iglesia Malate, la iglesia principal del distrito.
En tiempos de la colonia española, la plaza era un campo abierto sencillo situado entre las orillas de la bahía de Manila y la Iglesia Malate, terminando en una playa, que solía ser una zona de baño popular.